# ハールヴダン・ラグナルスソン
ハールヴダン・ラグナルスソン、ハルダン・ラグナルソンまたはハルフデネ (古ノルド語: Hálfdan; 古英語: Halfdene, Healfdene; 古アイルランド語: Albann; 877年没) は、ヴァイキングの指導者。865年以降、大異教軍を率いて、アングロサクソン人が支配するイングランドを蹂躙した。サガで伝えられるところでは、彼はラグナル・ロズブロークの息子の一人で、剛勇のビョルン、骨無しのイーヴァル、蛇の目のシグルズ、ウッバの兄弟であった。ハールヴダン・ラグナルスソンは最初のヨールヴィーク王となり、ダブリン王も兼ねた。877年、アイルランドでの勢力拡大の途上で、ストラングフォード湖の戦いで戦死した。

## 生涯

### 大異教軍初期
ハールヴダン率いる大異教軍は、865年にイースト・アングリア王国に侵攻した。サガによれば、大異教軍は865年にラグナル・ロズブロークを蛇牢に入れて殺したノーサンブリア王アエラに対する復讐を企図した息子たちの軍勢であったというが、これが史実であるという証拠はない。アングロ・サクソン人側からは、この侵略者は一般にデーン人と呼ばれている。例外的に10世紀の聖職者アッサーは「ドナウの人」（de Danubia）という表現を用いている。これは、ラテン語でデンマークを意味するダニア（Dania）（書こうとしてダキア（Dacia）と混同してしまった結果だとされている。
865年の秋、大異教軍はイースト・アングリアに上陸して越冬するとともに、イースト・アングリア王に馬を差し出させた。翌年、大異教軍は北のノーサンブリアへ向かった。当時ノーサンブリアはアエラとオスバートの間で内乱が起きていた。866年後半、大異教軍はノーサンブリアのヨークなど重要地域を征服した。翌年、アエラとオスバートは手を組んでヨークからヴァイキングを追い出そうとしたが惨敗し、両人とも戦死した。ノーサンブリア内の抵抗勢力は潰され、大異教軍を維持するための徴税役として傀儡王エグバート1世が擁立された。
この年の後半、大異教軍は南下してマーシア王国に侵攻し、ノッティンガムを占領して越冬した。マーシア王ブルグレッドはウェセックス王エゼルレッドと同盟してノッティンガムを包囲したが成功せず、デーン人と和平を結んでヨークに追い返した。大異教軍はヨークで越冬し、新たな侵略に向けて体勢を立て直した。
彼らは869年にイースト・アングリアに引き返した。今度はこの地を完全に征服するのが目的だった。大異教軍はセットフォードを攻略し、越冬した。イースト・アングリア軍は大異教軍に抵抗したが敗北し、エドマンド王は捕らえられて虐殺された。後のイングランドでは、エドマンドはデーン人のキリスト教棄教要求を拒否して殺された殉教者とみなされ、聖人となった。この事件については、骨無しのイーヴァルとウッバが大異教軍の指導者でエドマンドを殺した人物として記録されており、ハールヴダンがどのようにかかわっていたかは不明である。
イースト・アングリア征服後の870年から、骨無しのイーヴァルは大異教軍を抜けて、記録から姿を消す。彼をダブリン王イーマル（873年没）と同一視する研究者もいる。大異教軍の中心人物となったハールヴダンは、870年にウェセックスに侵攻した。イーヴァルが大異教軍を抜けてからしばらくして、スカンディナヴィアからやってきたバイセジュ率いる大勢のヴァイキングが大異教軍に合流した。アングロサクソン年代記によれば、大異教軍とウェセックス王国は871年の間にアッシュダウンの戦いなど9回もの戦闘を繰り広げた。そのほとんどでヴァイキングが勝利したものの、彼らはアルフレッドを滅ぼすことができず、最終的にアルフレッドと停戦を結んだ。
大異教軍はロンドンに撤退し、871年から872年の冬を越した。この時代に発行された硬貨には、軍団の指導者としてハールヴダンの名が刻まれている。872年の秋、大異教軍はノーサンブリアに戻り、傀儡王エグバート1世に対する反乱を鎮圧した。ただ、この機動の説明については疑問が呈されており、むしろマーシアでの戦いの結果であったとする説もある。どちらにせよ、大異教軍は872年の冬をトークシーで、873年の冬をレプトンで越した。874年にはマーシア王国を征服し、ブルグレッドを追放して傀儡王チェオウルフ2世を王位につけた。

### 北部・アイルランド遠征
ここで、大異教軍は二手に分かれた。半分はグズルムに率いられてウェセックス王国に対する戦争を継続したのに対し、ハールヴダンはもう半分を率いて北上し、スコットランドのピクト人やストラスクライド王国のブリトン人と戦った。ウルスター年代記によれば、875年にダブリン王エイステイン・オーラーヴスソンがアルバン(Albann)という人物に謀殺された。このアルバンは一般にハールヴダンのことであるとされている。兄のイーヴァルが873年までダブリンを治めていたとすれば、このハールヴダンの行動は兄の死により喪失した王国の奪回であったともいえる。しかしハールヴダンはアイルランドに留まらず、876年には軍勢を率いてノーサンブリアに戻り、かつてのデイラ王国に匹敵する南ノーサンブリア地域に定住した。北ノーサンブリアではアングロ・サクソン人による支配地域が残った。876年からはハールヴダンをヨールヴィーク王と呼んでいる文献もある。

### ダブリン王位をめぐる争いと死
しかしヨークにいる間に、ハールヴダンはダブリンを失った。彼は877年にアイルランドに戻り、ダブリンを再占領しようとしたが、ここで彼ら「暗黒の異教徒たち」は、「公正な異教徒たち」の抵抗にあった。「公正な異教徒」とは、より以前からアイルランドに住み着いていたヴァイキングの一団のことだと考えられている。両者はストラングフォード湖の戦いで衝突し、ハールヴダンは戦死した。ハールヴダン配下で生き残った者はノーサンブリアやスコットランドに向かい、ここでピクト王コンスタンティン1世と戦い殺した。ノーサンブリアのヴァイキングはしばらく王をいただかない時期を経て、883年にグスフリーズが王とされた。

## 史実性
ハールヴダンと兄弟たちは実在の人物と考えられているが、その父親については意見が分かれている。ヒルダ・エリス・デイヴィッドソンは、1979年の著作で「近年の一部の学者たちは、ラグナル・ロズブロークの物語の一部は史実を基にしたものだと考えるようになってきている」と述べている。 一方キャサリン・ホルマンは、「ラグナルの息子が歴史上の人物だったとしても、ラグナル自身が実在したとする証拠はなく、おそらくいくつかのモデルに完全な文学的創作を組み合わせて創り出された人物だろう」と結論付けている。